# Касимов
Каси́мов (тат. Ханкирмән, Касыйм, до 1376 года — Городе́ц Мещёрский, до 1471 года — Но́вый Низово́й Го́род) — город в России, административный центр Касимовского района Рязанской области, в состав которого не входит, являясь городом областного значения, образует муниципальное образование городской округ город Касимов.
Расположен на левом берегу реки Оки. Население по оценке на 1 января 2022 года — 28 074 человек.
С 2015 года город входит в перечень исторических поселений федерального значения.

## Этимология
Название города Касимов происходит от имени татарского хана, выходца из Казани, — Касима. В свою очередь название Городец Мещёрский происходит по названия финно-угорского народа — мещера.

## География
Город Касимов расположен в центре Восточно-Европейской равнины на северо-востоке Рязанской области, в 165 км от Рязани по автодороге (по прямой 111 км), в 262 км от Москвы, на 54°56' северной широты и 41°21' восточной долготы. До границы с Владимирской и Нижегородской областями около 30 км, однако попасть по автодороге на территорию второй из Касимова можно через Ермишь или Муром, или же через переправу в Елатьме.
Город стоит на левом берегу Оки на высоких холмах, изрезанных оврагами. Река изгибается в этом месте в виде большой петли и имеет ширину около 380 метров. Близ города находится Окский биосферный заповедник.
Касимов является крайней восточной точкой Мещёрской низменности; на противоположном от него берегу Оки начинается другое географическое пространство — Окско-Донская равнина.

## История

### Основание города и его ранняя история
Официальная дата основания города относит к 1152 году, когда, как считается, в летописях впервые упоминается Городец Мещёрский. По повелению князя Юрия Долгорукого он был превращён в пограничную крепость Ростово-Суздальского (Суздальского) княжества. Впервые эта версия появляется в трудах Василия Татищева. Существует и другое мнение, что Городец существовал ещё в начале 11-го века. Эта версия подтверждается археологическими раскопками, по данным которых центр домонгольского Городца Мещёрского был расположен на месте городища Земляной Струг в среднем течении речки Бабенки, к востоку от современного центра Касимова. По предположению, в период между 1010 и 1015 годам Городец был крещён князем Глебом Владимировичем. Это подтверждается надписью на камне, находившимся рядом с Георгиевским храмом. Текст надписи выглядит так: «Городец сей получилъ крещенiе чрез святого великого князя Глеба Владимiровича престоль свой имеющего въ Муроме». Скорее всего, тогда же монахами из Мурома, пришедшими вместе с князем, был основан Богоявленский монастырь. После монгольского разорения центр города переносится в район Старого Посада, который оставался центром вплоть до середины XVI века. Существует две версии о месте смерти князя Александра Невского — в Городце Волжском или в Городце Мещёрском. По одной из них, умер князь в Городце Мещерском 14 ноября 1263 года, приняв до этого схиму в Богоявленском монастыре под именем Алексий. Если судить по работе Ивана Сергеевича Гагина (архитектора, историка, археолога, механика, изобретателя и топографа), которую он опубликовал в 1843 году, то оказывается, что невозможно было доставить к 23 ноября во Владимир из Городца Волжского тело скончавшегося 14 ноября князя, из-за большего расстояния, так как путь от Городца Волжского до Владимира — на 350 вёрст длиннее, чем от Городца Мещерского. В 1362 году, владевший до этого Городцом, мещерский князь Александр Укович продаёт его московскому князю Дмитрию Донскому. В 1376 году город был полностью сожжён и разорён, однако вскоре возник новый город, который до 1471 года назывался Новый Низовой Город.

### Касимовское ханство
В XV веке в жизни Городца произошла неожиданная и весьма значительная перемена. В борьбе за московский престол великому князю Василию Тёмному большую помощь[какую?] оказали татарские царевичи Касим и Якуб. В 1446 году они ушли из Казани на Русь, спасаясь от преследований своего брата Махмутека, который захватил власть. За верность и важные услуги князь Василий пожаловал Касиму Низовой Городец. Было это в 1452 году. Так по княжьему указу в глубине мещёрских лесов возникло Касимовское ханство, просуществовавшее с 1452 по 1681 год. Очередной перенос центра города был осуществлён в годы правления хана Шах-Али, то есть не ранее середины-второй половины XVI века. В состав ханства входила территория уездов будущих Рязанской и Тамбовской губерний (Касимовский, Шацкий, Елатомский, Темниковский). В этот период Касимов становится одним из крупных татарских и мусульманских центров России.

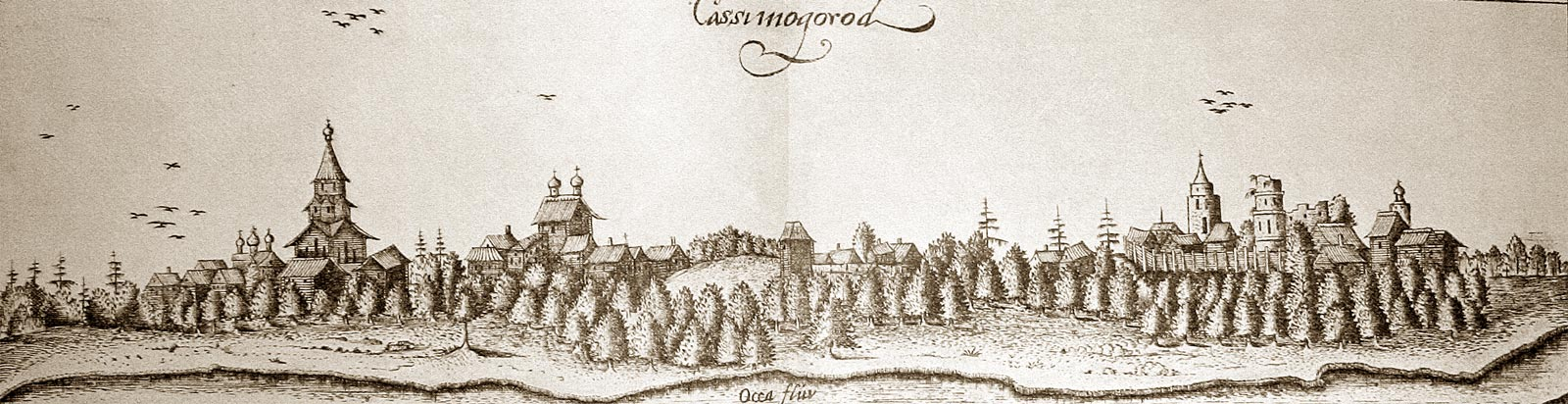
Касимов на гравюре Адама Олеария, 1630-е

После завоевания в 1552 году Иваном Грозным Казани в Касимов была сослана последняя правительница Казанского ханства — Сююмбике, которая спустя несколько лет и скончалась в этом городе.
После смерти в 1567 году Шах-Али на Касимовском престоле оказался Саин-Булат, правнук последнего великого большеордынского хана Ахмата.
Во время Смуты касимовский хан Ураз-Мухаммед в 1608 году перешёл на сторону Лжедмитрия II, создав тем самым крупную боевую единицу из касимовских, романовских и астраханских (юртовских) татар. В периоде с мая по июнь 1609 года город был осажден войском муромского воеводы Андрея Алябьева, однако вскоре русским войскам пришлось отступить в Муром и снять осаду города. Уже в следующем году город был повторно осаждён войском Фёдора Ивановича Шереметева, в результате чего город был взят русскими войсками, а Ураз-Мухаммед бежал в Калугу.
В первой половине XVII века к северу от Татарской горы был построен Касимовский кремль, в котором жил воевода и находился военный гарнизон.

### В составе Российского государства
В 1681 году со смертью последней владелицы Касимова Фатимы-Султан Касимовское ханство перестало существовать и было присоединено к дворцовым волостям. От периода касимовского ханства в городе сохранилось несколько интересных строений: минарет времён царевича Касима, мечеть, два мавзолея (текии), в мавзолеях погребали касимовских царей.
В XVII веке Касимов разделялся на 3 части: удел касимовских ханов и беков (Татарская слобода и Старый Посад); Ямская слобода (находилась в непосредственном подчинении Москвы), остальная часть города (в том числе Марфина слобода) управлялась касимовским воеводой.
В 1719 году по указу Петра I «Об устройстве губерний и об определении в оныя правителей» в составе Московской губернии была образована Переяслав-Рязанская провинция.

### Уездный город
В 1773 году Касимов стал уездным городом — центром Касимовского уезда Рязанского наместничества. После смерти Екатерины II в 1796 году Павел I вернул деление страны на губернии. 12 декабря 1796 года наместничество было преобразовано в Рязанскую губернию.

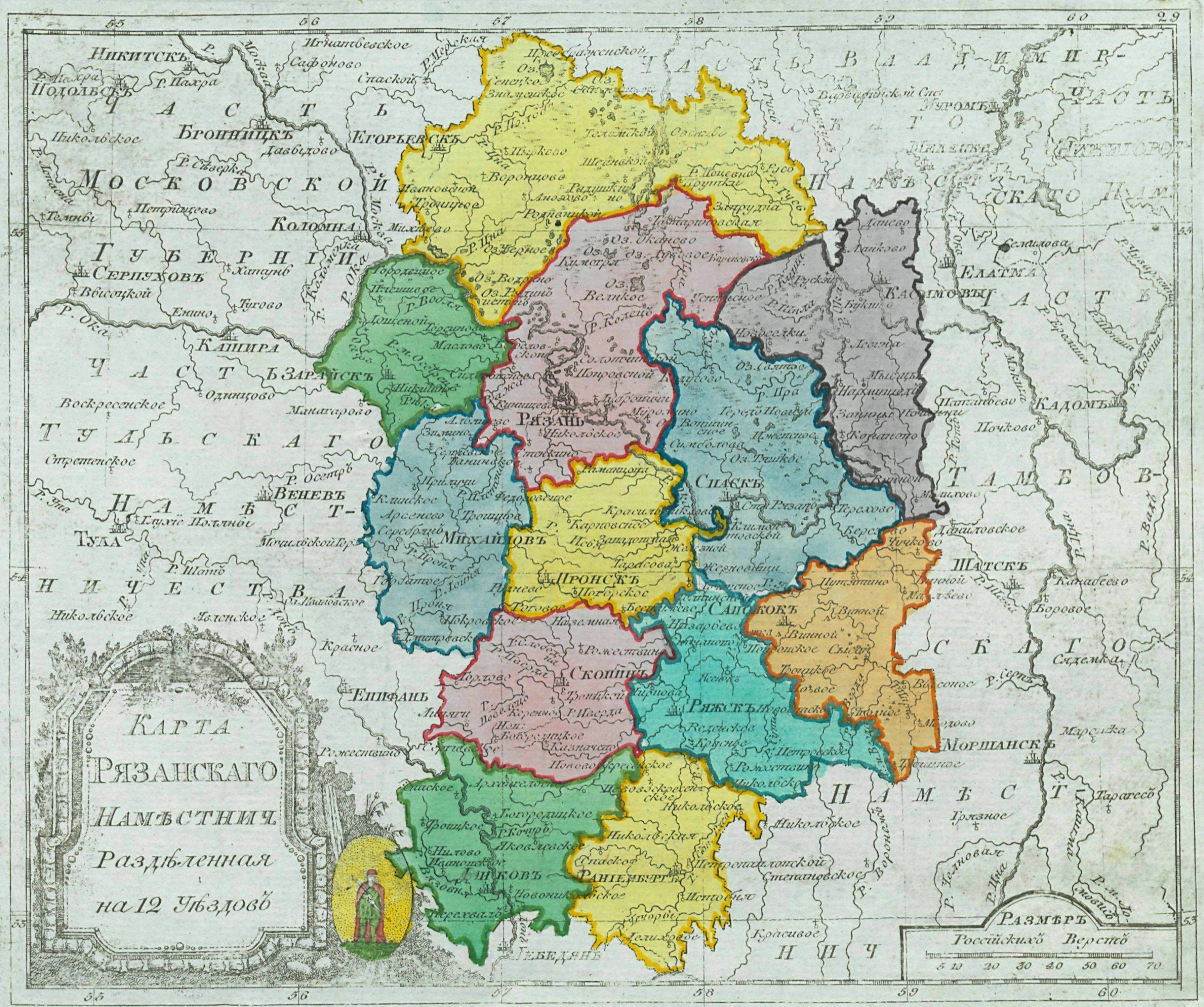
Касимовский уезд на карте Рязанского наместничества. 1792

В сентябре 1812 года в городах Касимове, Елатьме, Меленках и в окружающих селениях были устроены госпитали для раненых и больных участников Бородинского сражения и Отечественной войны 1812 года. Особенно большие госпитали были развернуты в Касимове и Рязани. Руководство госпиталями было поручено лейб-медику доктору Х. Лодеру. Раненых на телегах привозили в Коломну перемещали на суда и отправляли по Оке. По данным Х. Лодера, за период с 14 сентября 1812 по 25 мая 1813 года в госпитали, расположенные в Касимове, Елатьме и Меленках, поступило 30 126 больных и раненых. За это же время вернулись в строй 23 413 человек; на нестроевую службу выписано 2896 человек; инвалидами признано 543 человека; 199 офицеров направлено в домашний отпуск до совершенного излечения; умерли 2095 человек. В госпиталь Касимова «для пользования больных и раненых» был командирован студент 4-го класса Императорской медико-хирургической академии Михаил Андреевич Достоевский.
К моменту Крестьянской реформы в 1861 году в уезде насчитывалось 42 дворянина-землевладельца. Некоторые из них были крупнейшими земельными магнатами, имевшими во владении несколько десятков тысяч десятин. Более 80 % всех крестьян уезда находилось в крепостной зависимости от крупных и мелких землевладельцев.
В первой половине XIX века в городе стала развиваться промышленность, которая в ряде случаев основывалась на местных промыслах, широко развитых в уезде. В конце XIX века Касимов становится довольно крупным торгово-промышленным городом. В нём проживало в то время (по переписи 1897 года) 13 500 человек. Город располагал 40 трактирами, больницей на 50 коек, 13 церквями и тремя средними учебными заведениями.
В 1910 году население составляло 17 тысяч человек.

### Советский период
В начале ноября 1918 года произошло восстание в городе, устроенное местными крестьянами, насильно мобилизованными в РККА. После подавления восстания большевиками было расстреляно до 150 человек.
12 июля 1929 года был образован Касимовский район в составе Рязанского округа Центральнопромышленной области (позднее — Московской).
26 сентября 1937 года была образована Рязанская область, в состав которой вошёл и Касимовский район. 11 февраля 1944 года Касимов получил статус города областного подчинения.
Во время Великой Отечественной войны в Касимове с августа 1942 по апрель 1945 года дислоцировалось Рязанское пулемётное училище.
В 1991 году в Касимове было открыто предприятие по обработке драгоценных металлов — Приокский завод цветных металлов, в том же году он дал первую плавку. Тогда же в городе началась криминальная война за контроль над хищениями с завода, жертвами которой стали 50 человек.

## Население
| 1856    | 1859    | 1897    | 1906    | 1913    | 1926    | 1931    | 1939    | 1959    | 1967    | 1970    | 1979    |
| ------- | ------- | ------- | ------- | ------- | ------- | ------- | ------- | ------- | ------- | ------- | ------- |
| 9600    | ↗10 092 | ↗13 547 | ↗16 714 | ↗17 100 | ↘13 000 | ↗16 400 | ↗22 198 | ↗27 855 | ↗34 000 | ↘33 066 | ↗34 216 |
| 1989    | 1992    | 2000    | 2001    | 2002    | 2003    | 2005    | 2006    | 2009    | 2010    | 2011    | 2012    |
| ↗37 521 | ↗37 900 | ↘36 700 | ↘36 300 | ↘35 816 | ↘35 800 | ↘34 900 | ↘34 500 | ↘33 684 | ↘33 491 | ↗33 500 | ↘32 860 |
| 2013    | 2014    | 2015    | 2016    | 2017    | 2018    | 2019    | 2020    | 2021    | 2023    |         |         |
| ↘32 426 | ↘31 897 | ↘31 494 | ↘30 990 | ↘30 696 | ↘30 243 | ↘29 700 | ↘29 240 | ↘28 443 | ↘27 821 |         |         |

На 1 января 2025 года по численности населения город находился на 528-м месте из 1124 городов Российской Федерации.
Национальный состав
По итогам переписи населения 2020 года проживали следующие национальности (национальности менее 0,1 % и другое, см. в сноске к строке «Другие»):
| Национальность | Численность, чел. | Доля     |
| -------------- | ----------------- | -------- |
| Русские        | 24 919            | 87,61 %  |
| Татары         | 191               | 0,67 %   |
| Украинцы       | 69                | 0,24 %   |
| Азербайджанцы  | 39                | 0,14 %   |
| Армяне         | 36                | 0,13 %   |
| Другие         | 3189              | 11,21 %  |
| Итого          | 28 443            | 100,00 % |

## Экономика
Основное предприятие города — государственный Приокский завод цветных металлов, специализирующийся на аффинаже и обработке драгоценных металлов. В 2009 году на аффинаж на ПЗЦМ поступило 30 тонн золота, 117 тонн серебра, 0,4 тонны платины и 0,5 тонны палладия, выручка предприятия за 2009 год выросла до 748,067 млн рублей. За 2015 год выручка предприятия составила 1 656 млн рублей.
Также в Касимове работают швейная фабрика, лесокомбинат, лесхоз, кирпичный завод «Касимовский кирпич», предприятие «КасимовСтройКерамика», приборный завод. Пищевая промышленность представлена хлебозаводом, кондитерскими фабриками «Верность качеству» и «Конфеста», предприятием «КасимовМолоко».
Касимов располагает речным портом, который является главными туристическими воротами города. В городе работает сеть гостиниц —"Касимов", «Иволга», «Guest house on Ilushkina 5», «Лейс», «Кузнечный двор», «У трёх дорог», «Дилижанс». В заречной части города работает принадлежащий заводу санаторий «Приока».

## Транспорт

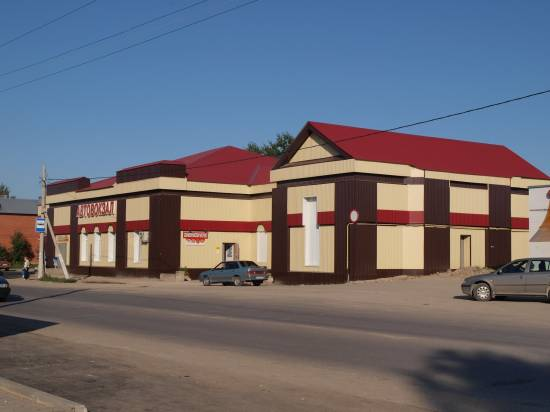
Касимовский автовокзал

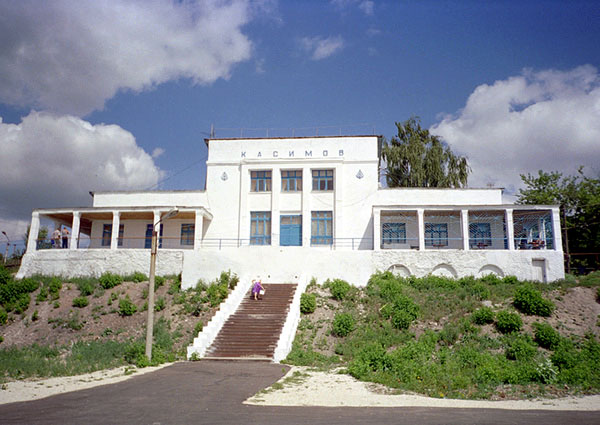
Касимовский речной порт

Касимов связан с Москвой прямой автодорогой — трассой Р105, более известной как Егорьевское шоссе (так как проходит через город Егорьевск). Расстояние между Касимовом и Москвой по данной трассе — 263 км.
С Касимовского автовокзала отправляются регулярные рейсы в:
- Москву,
- Рязань,
- Сасово,
- Шилово,
- Муром,
- Нижний Новгород,
- Владимир;

Кроме того, курсируют пригородные маршруты:
- Ахматово,
- Елатьма,
- Озёрный ,
- Перво,
- Крутоярский,
- Полутино,
- Лашма,
- Сынтул,
- Чарус
- и пр.

Действует 8 внутригородских автобусных маршрутов:
- № 1 «ул. Октябрьская — Затон»
  - № 1a «ул. Октябрьская — Приокский»
  - № 1б «ул. Октябрьская — Лесок»
- № 2 «Лесок — ул. Окружная»
  - № 2а «ул. Восточная — Затон»
- № 3 «Лесок — Приокский»
- № 4 «ул. 50 лет СССР — Затон»
- № 5 «ул. 50 лет СССР — Приокский»

В посёлке станции Касимов, расположенном на правом берегу Оки примерно в 7 км от центра города Касимова, находится железнодорожная станция Касимов — конечная станция однопутной неэлектрифицированной ветки Московской железной дороги. Здесь курсируют пригородные поезда до Шилово. До вокзала станции можно доехать пригородными автобусами на Лашму, Крутоярский, Телебукино и Ерахтур.
Есть пристань на Оке, на которой останавливаются круизные теплоходы. Касимов — часть популярного речного круиза Московская кругосветка.

## Образование
- Касимовский нефтегазовый колледж
- Рязанский педагогический колледж (филиал)
- Рязанский медицинский колледж (филиал)

## Культура

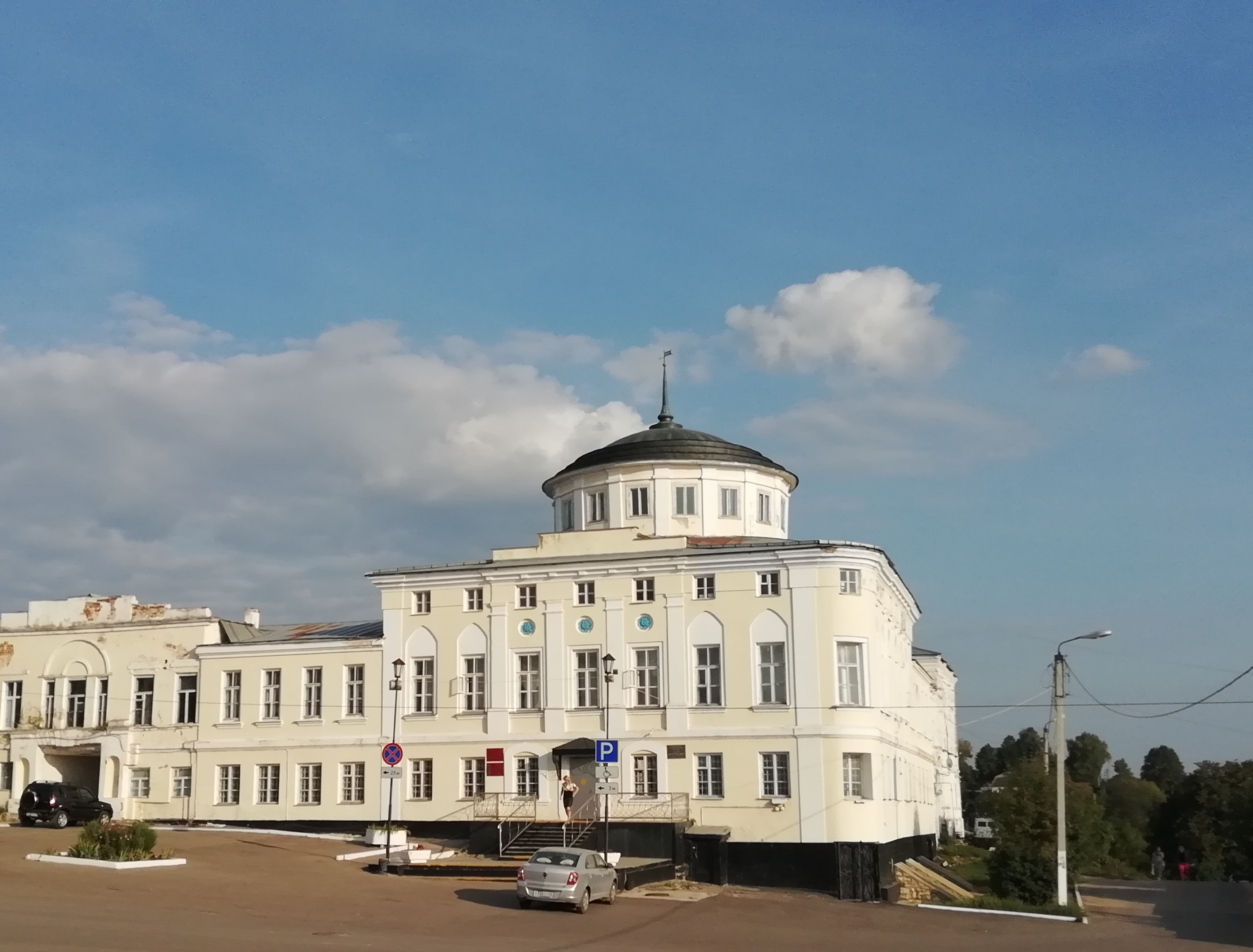
Касимовский историко-культурный музей-заповедник

В городе работает Касимовский историко-культурный музей-заповедник, расположенный в особняке Алянчикова — это старейший музей города, основанный в 1919 году. Также открыты музеи народных ремесел и промыслов, братьев Уткиных, музей «Русский самовар», в котором представлено около 300 экспонатов, представляющих четыре века русского чаепития. Один из самых первых самоваров, выпущенных тульской фабрикой Назара Лисицина в 1778 году, — родоначальник всего собрания. Есть здесь самовары тульских фабрик Баташова, Тейле, братьев Маликовых, Санкт-Петербургской фабрики Дубынина и некоторых других: от гигантов вместительностью четыре ведра, стоявших на железнодорожных вокзалах, до малютки емкостью всего в один стакан.

Экспозиция музея «Русский самовар», 2013 год

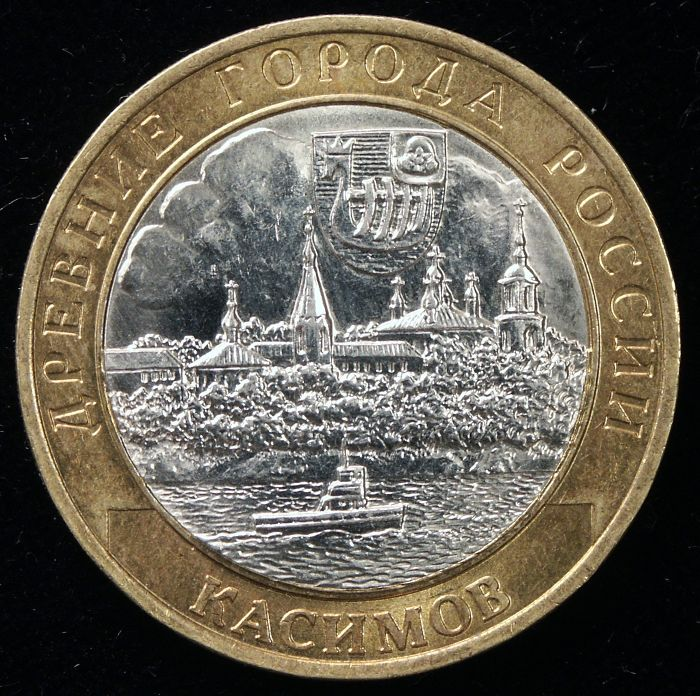
Памятная монета из серии «Древние города России» номиналом в 10 рублей

Касимов в прошлом — один из самых крупных в Российской Империи колокололитейных центров: поддужные колокольчики, соперничавшие когда-то с валдайскими, тут отливали семь заведений. Наиболее известными касимовскими мастерами были Кисловы, Ленины, Лабзенковы, Скорняков, Баранов.
В 2014 году был открыт Касимовский музей колоколов. Экспозиция его насчитывает 1500 колоколов и колокольчиков, некоторые были отлиты в Касимове ещё во времена Ивана Грозного.
В 1899 году Касимов принял участие в праздновании юбилея А. С. Пушкина, к этой дате была открыта «бесплатная народная Библиотека-читальня в память 100-летия со дня рождения А. С. Пушкина», которой руководил Пётр Павлович Клевезаль (1872—1962), внук предводителя касимовского дворянства.
Борис Пастернак, гостивший летом 1920 года в Касимове у своего дяди, врача Земской больницы Иосифа Кауфмана, писал о городе: «Он древнее Москвы, бывшая столица татарского царства, очень живописен, в одной своей части по-своему гористый, а люди, — надо сказать, что теперь роли переменились, и в Салтыкова-Щедрина просится уже не провинция, а, в сравнении с её разумной человечностью, — скорее уже сама Москва».
Частный музей краеведа-любителя А. Н. Смирнова знакомит с биографией и творчеством известной уроженки Касимова Анны Ганзен — автора классических переводов сказок Ганса Христиана Андерсена.
Среди частных музеев города — Квартира-музей «Бабочки и стрекозы», Музей денег, Музей необычных коллекций. В 2022 году в историческом здании особняка Салазкиных было открыто новое выставочное пространство — Галерея Лебедевых.
В 2015 году Касимов был включён в семейство туристических маршрутов «Золотое кольцо России».

## Архитектура
В Касимове сохранился целый ряд примечательных памятников светской и культовой (как православной, так и мусульманской) архитектуры, органично вписанных в сложившуюся ещё в XIX веке застройку. Интерес в городе представляют памятники ханского периода: Ханская мечеть (здание XVIII—XIX веков, минарет XV или XVI века), текие (усыпальницы) Шах-Али хана (1555 год) и Афган-Мухаммед султана (1658 год), а также Богоявленская (1700 г.), Никольская (1705 г.), Троицкая церкви (1752 г.).
Многие здания, общественные и частные, сохранившиеся по сей день, построил местный уроженец, архитектор Иван Сергеевич Гагин. Он спроектировал и построил и Торговые ряды на Соборной площади, дома дворян, купцов, мещан и ямщиков.
В крайней южной части города, где стоит Богоявленская церковь (XVIII век), находился древний Городец-Мещерский.
Успенский овраг делит исторический центр Касимова, расположенного на высоком правобережье Оки, на две части — «русскую» (северо-западную) и «татарскую» (юго-восточную). Первая из них ограничена с северо-запада ещё одним оврагом, Никольским.

### Соборная площадь
Основная часть архитектурных памятников этой части города находится на Соборной площади. С древних времен Соборная площадь являлась административным, деловым и торговым центром города, именно здесь сосредоточена большая часть купеческих усадебных комплексов. Архитектурное оформление площади было разработано местным архитектором И. С. Гагиным в начале XIX века и сохранилось до наших дней без существенных изменений. Архитектурный ансамбль площади включает шесть памятников архитектуры федерального значения: Благовещенская церковь, Успенская церковь, дом Наставиных и три корпуса Торговых рядов, в центре обширной площади, занимаемой сквером, высится Вознесенский кафедральный собор (середина XIX века):
- Торговые ряды (1818—1824 гг.) — самое крупное и выразительное произведение архитектора Гагина, самое важное в то время для города сооружение, и символ разбогатевшего касимовского купечества. Касимов — один из немногих городов России, сохранивший внушительный комплекс торговых рядов начала 19 века. Монументальные и выразительные по своей архитектуре, Торговые ряды до сих пор являются украшением Соборной площади. Это прекрасный образец гражданской архитектуры первой половины XIX века.
- Дом Наставиных — памятник архитектуры XIX века. Дом был построен в 1813 году и принадлежал жене касимовского городничего княгине Путятиной, а название свое получил по фамилии последних владельцев — купцов Наставиных. Здесь проходили съёмки фильма «Инкогнито из Петербурга» по гоголевскому «Ревизору».
- Дом Алянчиковых — трехэтажный особняк, возведенный в конце первого десятилетия XIXвека, принадлежал именитому гражданину, питейному откупщику Ивану Осиповичу Алянчикову. Огромный по меркам уездного города дом Алянчиковых был и остается одной из его архитектурных доминант. В свое время он ярко подчеркивал влиятельность и значимость владевшего им семейства, а для потомков сохранил имя рода, угасшего в Касимове в конце XIXвека. Сегодня здесь располагается Касимовский историко-культурный музей-заповедник.
- Вознесенский собор (1864 г.) построен по проекту архитектора Воронихина, родственника известного Воронихина. Собор эклектичен по стилю: присутствуют черты древнерусского зодчества. Икона Иоанна Предтечи и Евангелие были подарены собору царем Алексеем Михайловичем Романовым.
- Благовещенская церковь (1740 г.) встречает посетителей города у въезда на Соборную площадь. Архитектура относится к древнерусскому стилю. В церкви сохранены Тихвинская икона Богоматери и икона «Троица».
- Успенская церковь (1775 г.), как и все в Касимове была деревянной, не раз горела во время больших пожаров, случавшихся в городе. В 1756 году касимовский купец Максим Александрович Милованов получил разрешение на постройку каменного храма. Церковь построена в стиле «барокко», то есть со всей пышностью, свойственной касимовскому богатому купечеству: многоярусная колокольня, широкая лестница, различные пристройки. Церковь имеет и черты древнерусского зодчества.
- Дом Скорнякова — особняк XIX века. Предки Ф. С. Скорнякова происходили из касимовских ямщиков, а один из них служил лейб-кучером у государыни-императрицы Елизаветы Петровны. За долгую службу он получил дворянство и собственный герб, на котором был изображен конь в упряжке[61].

### Набережная
- Петровская застава, или водяные ворота — обелиски, воздвигнутые в конце XVIII века у входа в старый город; петровской заставу окрестили потому, что именно через эти ворота во время своих визитов в Касимов входил Петр I. Памятник архитектуры федерального значения.
- Усадьба купцов Кастровых сформировалась на рубеже XVIII—XIX веков как типичный купеческий городской усадебный комплекс. Застраивалась усадьба с учётом её промышленного назначения. Помимо дома, расположенного в глубине двора, здесь находился комплекс каменных промышленных построек. Автор проекта — архитектор И. С. Гагин. Усадьба названа так по имени последнего владельца дома — татарского торговца каракулем Мухамета Кастрова Включена в декабре 2018 года в перечень объектов культурного наследия Рязанской области[62].
- Дом Шишкиных (середина 1820-х годов) — пример богатой и вместе с тем типичной городской купеческой усадьбы, достаточно распространенной в городе в XIX веке. С 1968 года здание является объектом культурного наследия регионального значения.
- Дом Вереиных (начало XIX века) — промышленная усадьба принадлежала Я. В. Вереину, тут находился небольшой кожевенный завод. Яков Вереин — гласный Касимовской городской думы, попечитель ряда городских училищ, казначей совета Касимовского Городского попечительства о бедных. Дом является памятником архитектуры регионального значения.
- Дома Шемякиных (XIX век), лесоторговцев, владельцев кожевенных и винокуренных заводов. Объекты культурного наследия местного значения.

### Татарская слобода
- Ханская мечеть (здание XVIII—XIX веков, минарет XV или XVI века).
- Текие (усыпальница) Шах-Али хана (1555—1556 гг.).
- Дом Шакуловых (архитектор И. С. Гагин).
- Дом Ахмеда Кастрова.
- Кастровское медресе (ныне тут располагается Татарский центр культуры и искусства им. А. М. Ишимбаева).

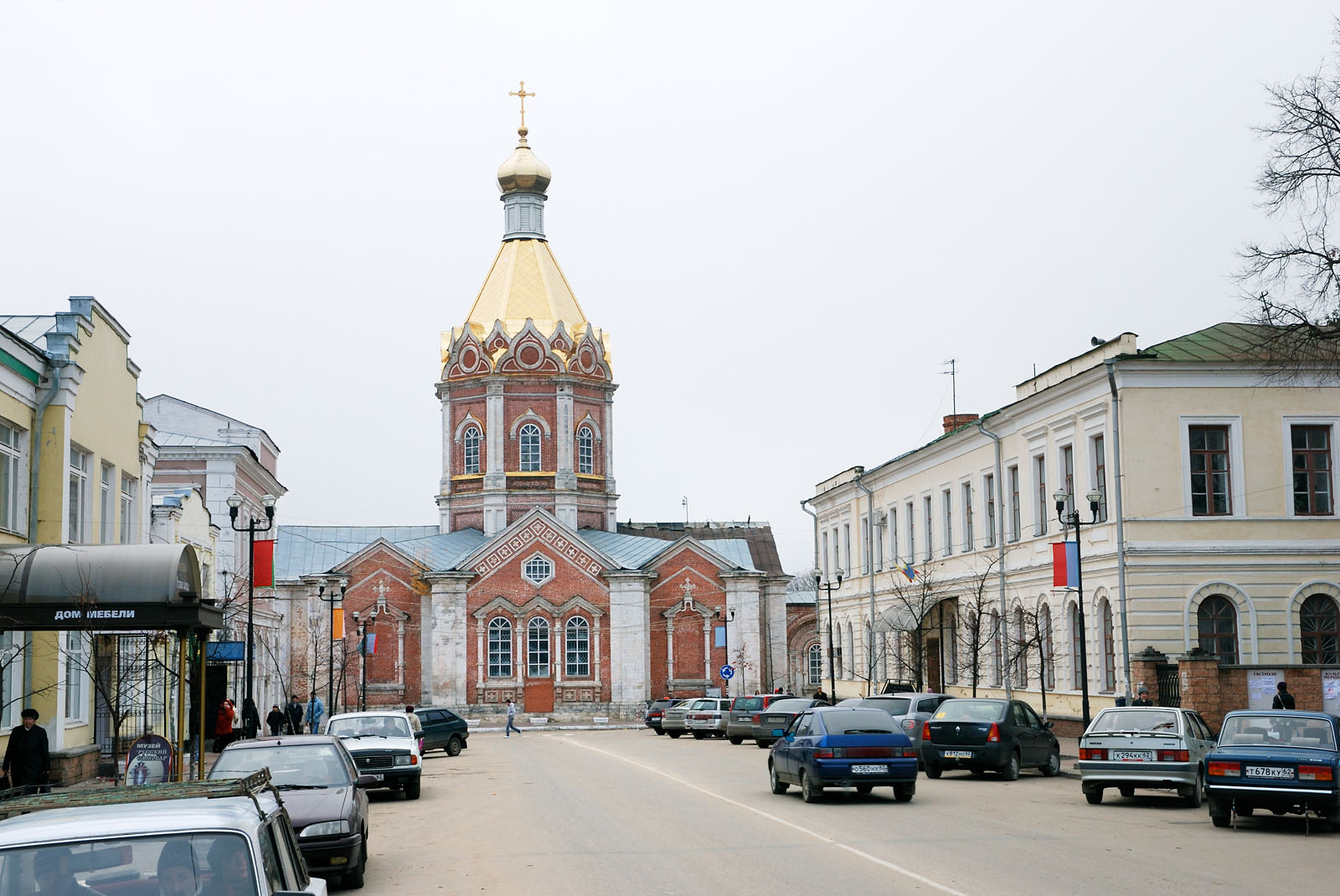
Кафедральный Вознесенский собор на Советской улице

## Памятники
В 2022 году были открыты памятник казанской царице Сююмбике и бюст адмирала Александра Павловича Авинова.

## Известные жители
- Евфимия Всеволожская — царская невеста, выбранная Алексеем Михайловичем, но в результате интриг сосланная и уступившая место Марии Милославской.
- Симеон Бекбулатович — касимовский хан, ставший по воле Ивана Грозного с октября 1575-го по сентябрь 1576 года «великим князем всея Руси».
- Иван Сергеевич Гагин — касимовский архитектор, историк, археолог, топограф.
- Сара Шакулова — первая татарская женщина-математик.
- Анна Васильевна Ганзен — переводчица скандинавских писателей.
- Александр Павлович Авинов — путешественник, адмирал (1852), командир Севастопольского порта, член адмиралтейств-совета.
- Мария Алексеевна Оленина-д’Альгейм — русская камерная певица (меццо-сопрано), основоположница русской школы камерного исполнительства, организатор «Дома песни» в Москве.
- Александр Алексеевич Оленин — русский и советский композитор, пианист, Заслуженный деятель искусств РСФСР (1927).
- Пётр Сергеевич Оленин — артист оперы (баритон), камерный и эстрадный певец и режиссёр.
- Петр Алексеевич Оленин-Волгарь — русский писатель, драматург, издатель первой городской газеты «Домострой».
- Николай Ефимович Клевезаль — полковник, участник отечественной войны 1812 года и других наполеоновских войн, георгиевский кавалер и кавалер прусского ордена Pour le Mérite, награждён золотой шпагой «За храбрость» в Битве Народов; землевладелец сёл Свинчус, Токарёво и Рубецкое Касимовского уезда Рязанской губернии (ныне Шиловский район), действительный статский советник и Предводитель дворянства Касимовского уезда.
- Владимир Павлович Клевезаль (1864—1927) — земский врач, религиозный мыслитель, духовный писатель, церковно-общественный деятель правоконсервативных и монархических взглядов, новомученик Русской православной церкви[65], автор публикаций по медицинской и религиозной проблематике. Уроженец Касимова. Заведовал медицинским участком в селе Тума, а затем своей частной амбулаторией там же. Был членом Поместного собора Русской православной церкви 1917—1918 годов от мирян[66], после которого в советское время неоднократно подвергался арестам и преследованиям как дворянин и монархист[67][68].
- Николай Александрович Мансуров — касимовский уездный предводитель дворянства, член IV Государственной думы от Рязанской губернии. Земский врач.
- Пётр Акимович Бабаев — российский революционер азербайджанского происхождения.
- Зюгра Гиреевна Байрашева — певица (лирическое сопрано), педагог, профессор, Народная артистка ТАССР (1967 год).
- Сагдия Хасановна Булатова — видный татарский общественный деятель, педагог; член ВКП(б) с 1920.
- Абдулла Хасанович Шамсутдинов — имам-хатыб Московской исторической мечети в Замоскворечье.
- Фёдор Николаевич Михальский — театральный деятель, главный администратор, пом. директора МХАТ, директор Музея МХАТ, секретарь Комитета по Сталинским премиям; прототип Филиппа Филипповича Тулумбасова (Фили) из «Театрального романа» М. А. Булгакова.
- Михаил Иванович Кислов — капитан I ранга, участник Великой Отечественной войны, основатель Теодоровского движения.
- Алексей Васильевич Маслов — крупный ученый в области землеустройства и геодезии, выдающийся педагог высшей землеустроительной школы, заслуженный деятель науки и техники России, доктор технических наук, профессор.
- Степан Иванович Ванин — советский учёный, специалист по фитопатологии леса и древесиноведению, доктор сельскохозяйственных наук, профессор.
- Фрол Романович Козлов — советский партийный и государственный деятель. Член Президиума ЦК КПСС (1957—1964; кандидат в члены в 1957), секретарь ЦК КПСС (1960—1964).
- Владимир Фёдорович Уткин — советский и российский учёный, конструктор, специалист в области ракетно-космической техники.
- Алексей Фёдорович Уткин — советский и российский учёный, конструктор ракетных комплексов, спроектировал стартовый комплекс и подвижной состав для Боевого железнодорожного ракетного комплекса.
- Владимир Викторович Аксёнов — бортинженер космического корабля «Союз-22» и космического корабля «Союз Т-2», 36-й лётчик-космонавт СССР, дважды Герой Советского Союза.
- Евгений Фёдорович Маркин — российский и советский поэт и прозаик, публицист.
- Борис Николаевич Александров — художник, педагог. Заслуженный художник Российской Федерации (2006). Член Союза художников СССР и России. Почётный гражданин города Касимов.
- Матрона Анемнясевская (Белякова) — святая заступница детей-сирот и инвалидов.

## В культуре
- В Касимове была снята большая часть телесериала «Штрафник» (основные сцены и натурные съёмки). Продюсеры фильма очень долго и тщательно выбирали место для съёмок, ведь действие по сюжету сериала происходит в 1946 году. Касимов хорошо подошёл для создания послевоенной атмосферы и окружающей обстановки. По большей части в нём в целости сохранились многие объекты той эпохи. В телесериале Касимов фигурирует под названием Елецк.
- В доме Наставиных (памятник архитектуры XIX века) проходили съёмки фильма Леонида Гайдая «Инкогнито из Петербурга» по гоголевскому «Ревизору».
- Книга Вс. Соловьева «Касимовская невеста» — роман-хроника XVII века повествует об истории любви и женитьбы молодого царя Алексея Михайловича. Одна из героинь романа — Евфимия Всеволожская, дочь касимовского дворянина.

## Фотографии

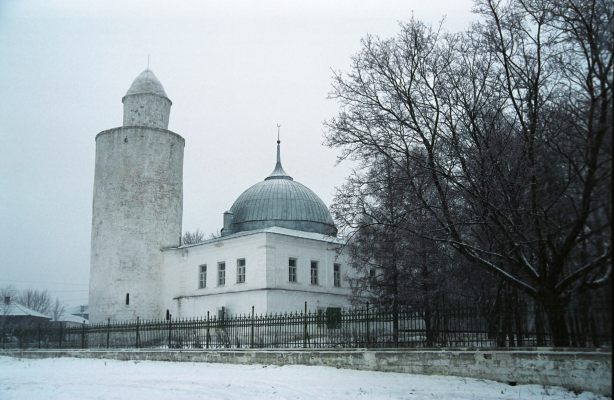
Минарет XV века
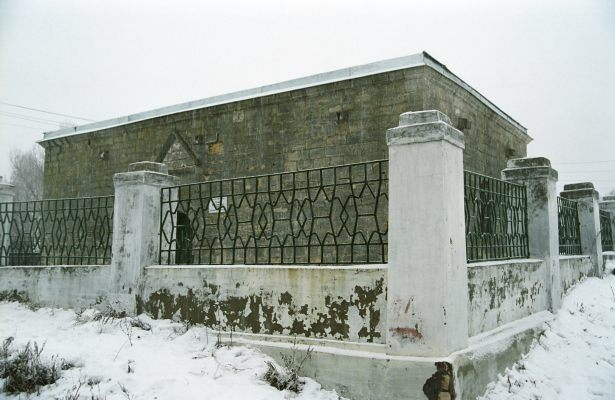
Текие Шах-Али хана
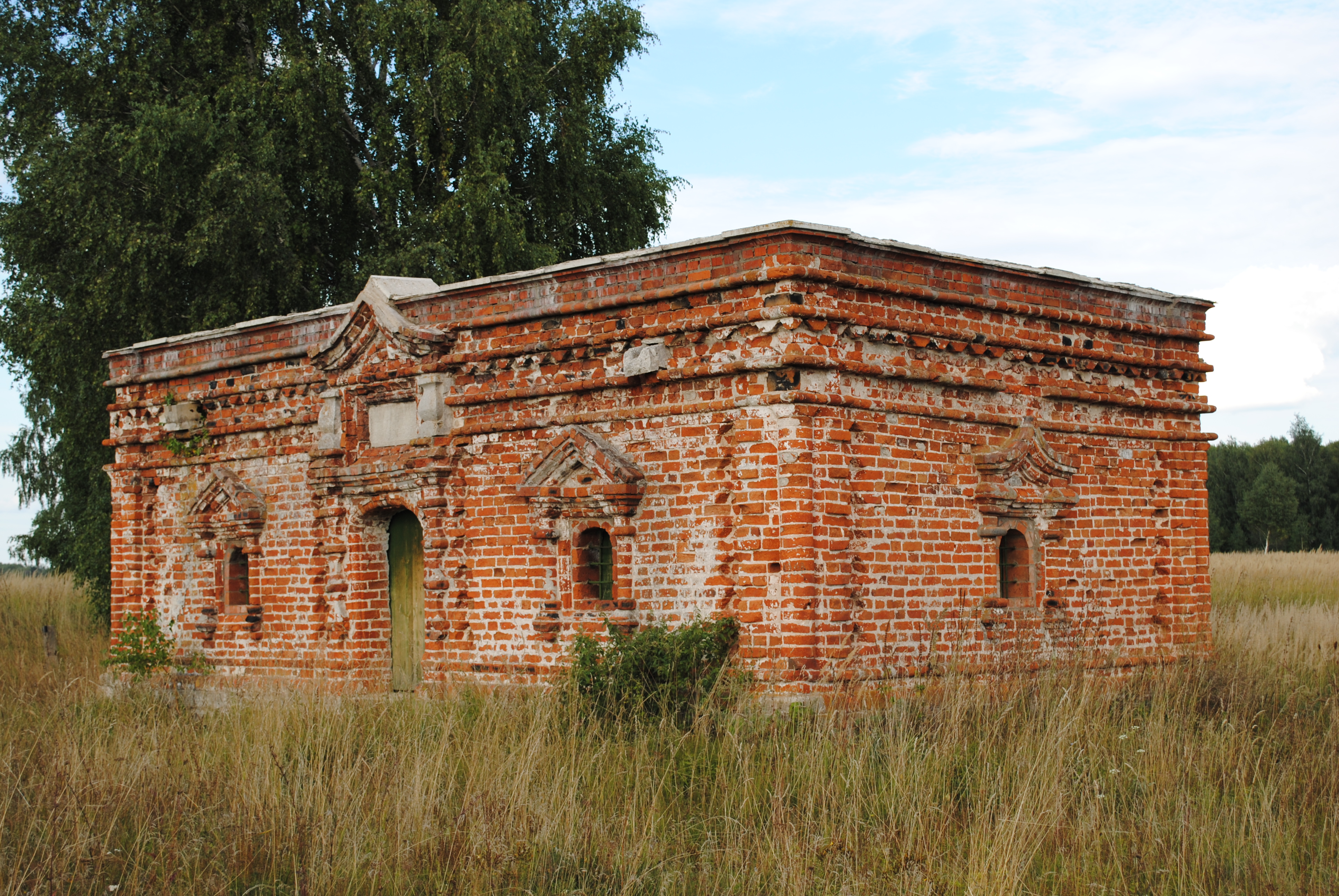
Текие Афган-Мухаммед султана
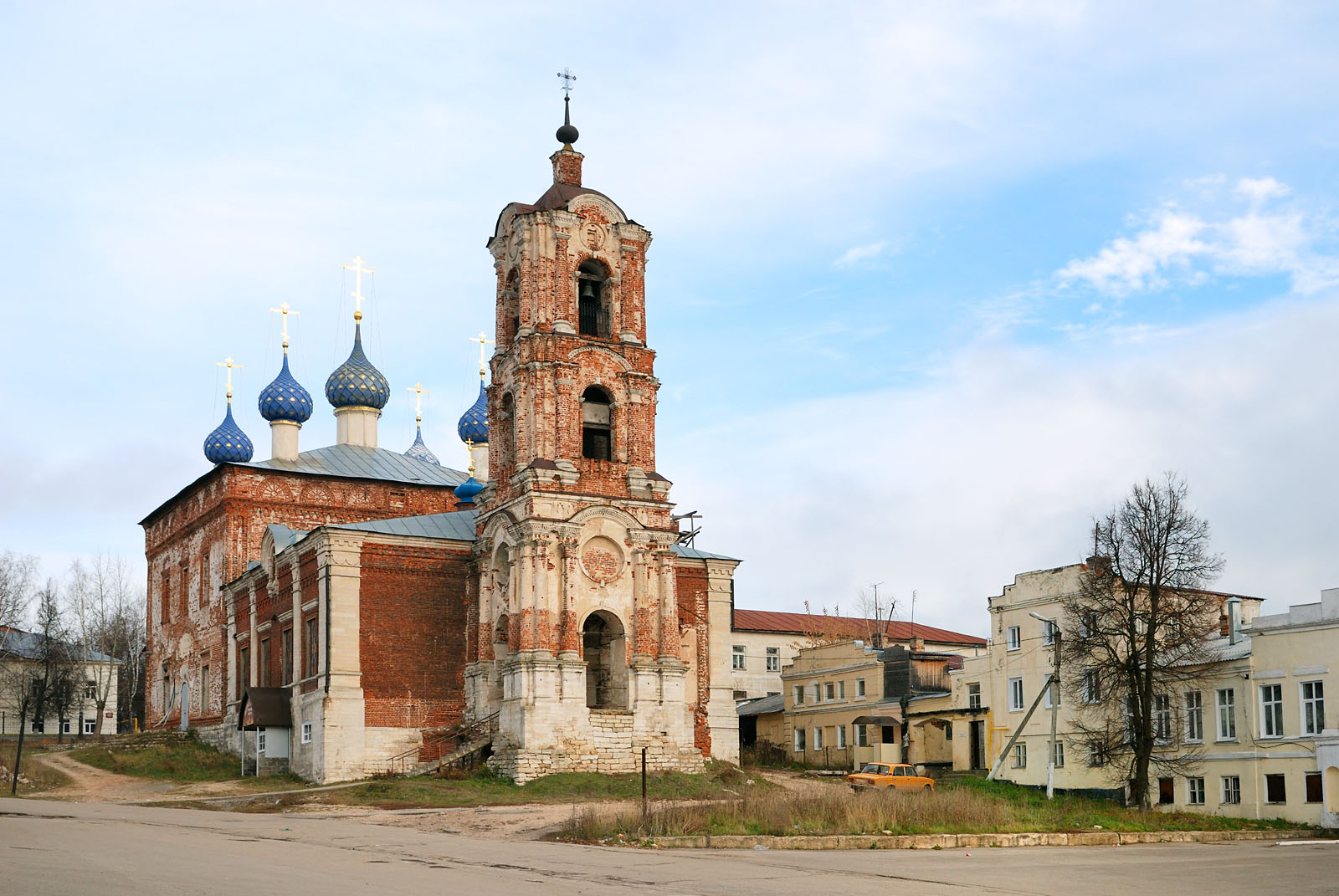
Успенская церковь (1753 г.) на Соборной площади
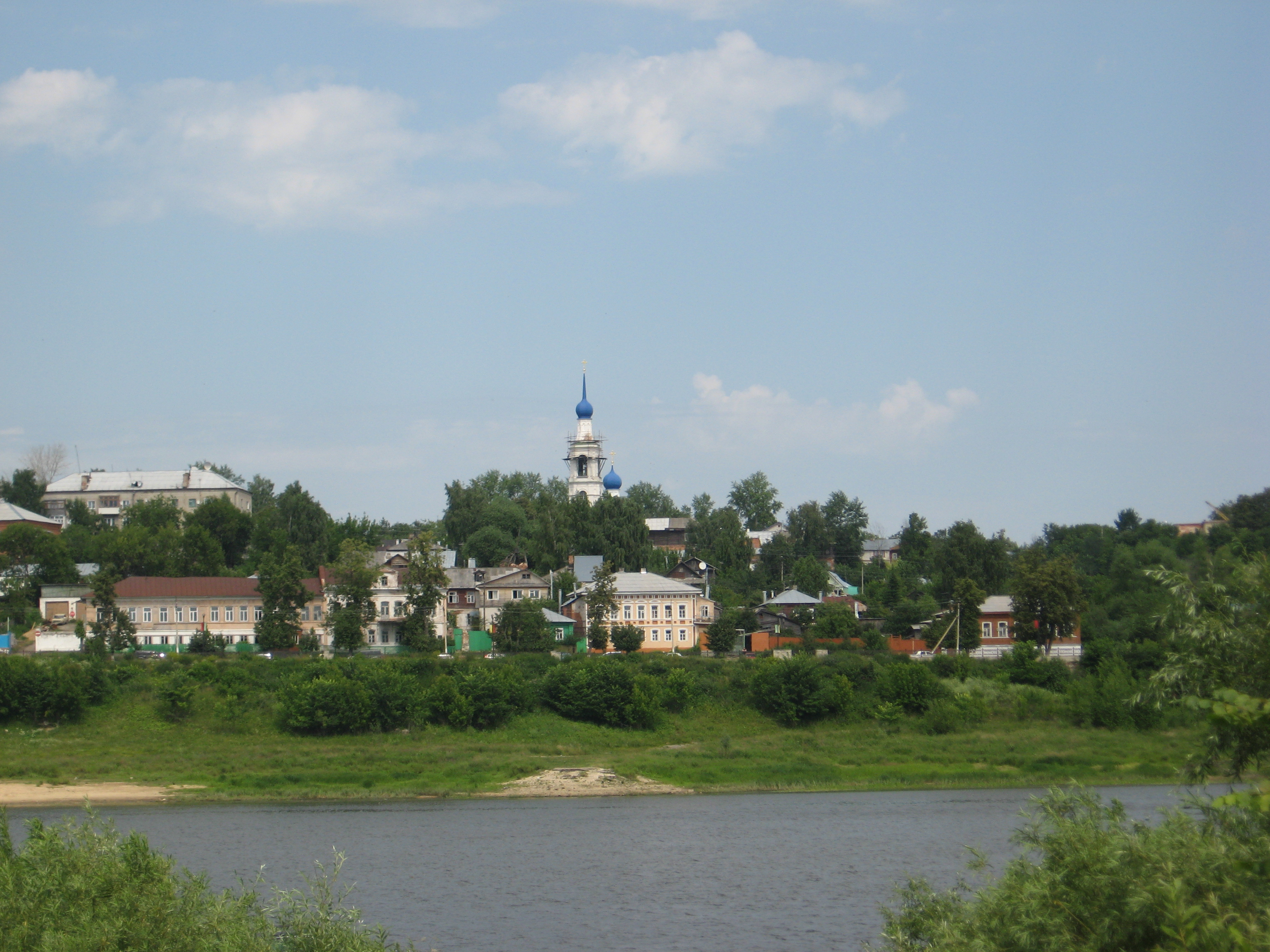
Панорама Касимова с правого берега Оки
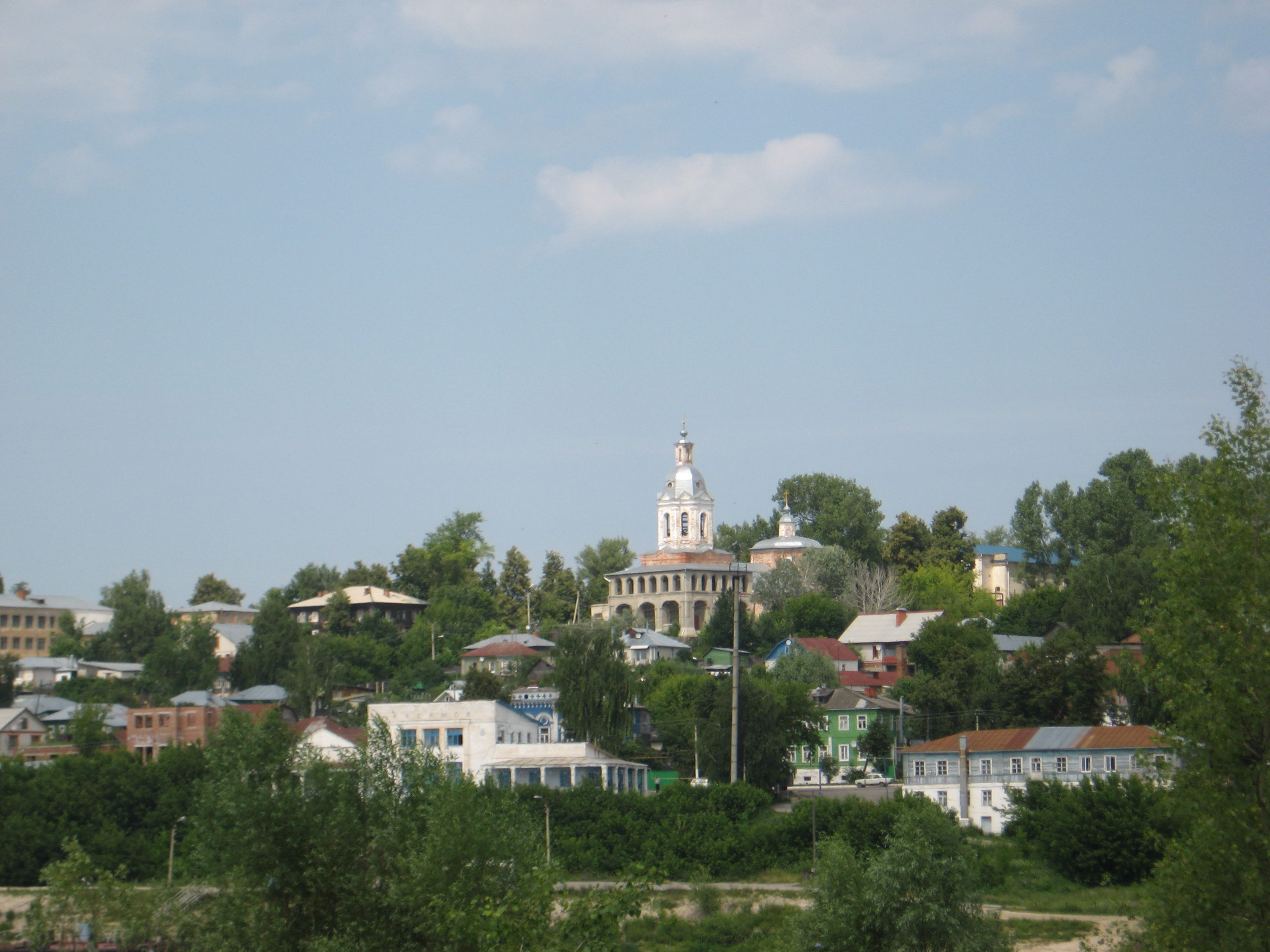
Городская набережная
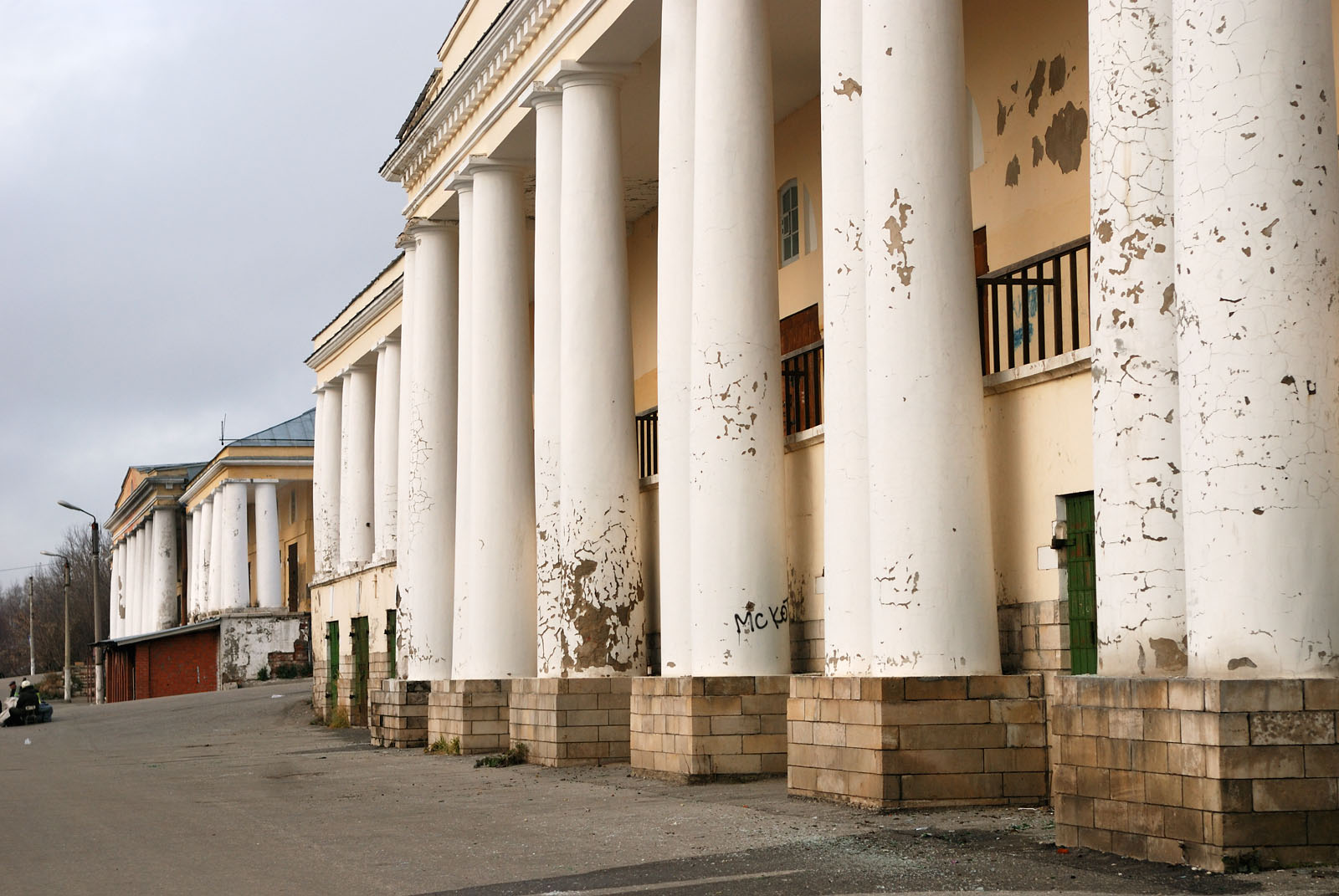
Торговые ряды (1830 г., Соборная площадь)